# Hermanus Parlevliet

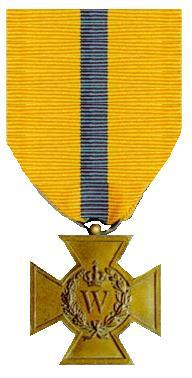
Bronzen Kruis

Hermanus Parlevliet (Baarle-Nassau, 16 mei 1916 - Rawicz, Polen, 30 april 1944) was Engelandvaarder.
Op 1 mei 1942 stuurde de Britse geheime dienst (SOE) bericht aan Huub Lauwers dat kort daarna Hermanus Parlevliet en Toon van Steen zouden worden gedropt. Lauwers was op 6 maart door de Duitsers gearresteerd maar er nog niet in geslaagd de Engelsen duidelijk te maken dat zijn berichten door de Duitsers werden gecontroleerd.
Zo werden Parlevliet en Van Steen slachtoffer van het net begonnen Englandspiel, net als Albert Baatsen, Joseph Bukkens, George Louis Jambroes en Trix Terwindt die op een ander moment ook bij Kallenkote gedropt en door de Duitsers gearresteerd werden. Baatsen, Bukkens en Jambroes kwamen via kamp Haaren en Vught in Mauthausen terecht, en werden op 6 en 7 september gefusilleerd, Terwindt ging naar een vrouwenkamp in Ravensbrück en werd aan het einde van de oorlog bevrijd. Parlevliet kwam in Rawicz terecht en werd op 30 april 1944 gefusilleerd.

## Monument
In Berghem, gemeente Oss, is bij de trap van het voormalige gemeentehuis een oorlogsmonument, dat bestaat uit een in de muur geplaatste gedenksteen, gemaakt van natuursteen, waarop de volgende tekst staat:
GEVALLEN VOOR HET VADERLAND
J. BROERS 14-5-1940

WOENSDRECHT NED.
H. PARLEVLIET 30-4-1944

KAMP RÄNITZ POLEN
A. V. HINTUM 3-11-1947

UTRECHT NA TERUGKEER UIT
INDONESIË
W. V.D. HEUVEL 19-1-1949

TJIANDJOER INDONESIË.
Het monument werd op 4 mei 1969 door zijn weduwe onthuld.
In 1953 werden Parlevliet en Van Steen postuum onderscheiden met het Bronzen Kruis.